# Stade Chaban-Delmas
Franciaországban, Bordeaux városában található a Stade Chaban-Delmas stadion. Ebben a létesítményben játssza le bajnoki mérkőzéseit az FC Girondins de Bordeaux. 2001-ig a stadion neve Stade du Parc Lescure volt, ekkor nevezték át Jacques Chaban-Delmas  stadionra.  Jacques Chaban-Delmas politikus 1947-től 1995-ig Bordeaux polgármestere volt. 1935-ben adták át rendeltetésének, majd 1935-ben az 1938-as labdarúgó-világbajnokság elvárásai szerint átalakították. Ez volt az első olyan befedett nézőterű stadion, ahol pillérek, állványok nem zavarták a nézők kilátását. 1984-től komoly kihívást jelentett a korszerűsítése, mivel építészeti védettség alatt állt. Az 1998-as labdarúgó-világbajnokságra készült el, nézőterének befogadóképessége 34 694 fő. 2007-ben itt rendezték a rögbi-világbajnokság egyes mérkőzéseit s ebből az alkalomból 37 m²-es óriás kivetítővel látták el. A játékosok öltözőit egy 120 méter hosszú alagút - Európa leghosszabb játékos alagútja - köti össze a játéktérrel.